# Sabella chloraema
Sabella chloraema är en ringmaskart som beskrevs av Williams 1851. Sabella chloraema ingår i släktet Sabella och familjen Sabellidae. Inga underarter finns listade i Catalogue of Life.